# Selectieve abstractie
De selectieve abstractie is een type denkfout, waarbij het betreffende individu één enkel detail uit een geheel isoleert en daarop vervolgens alles uit de gehele situatie verklaart.

## Voorbeelden
- Het hele feest is verpest omdat mijn beste vriend te laat kwam.
- Je ziet een kleine lichte smet op je blouse en wilt direct naar huis omdat je ontoonbaar bent.
- Bij de introductieronde van een workshop kom je niet goed uit je woorden. Je wilt het liefst meteen vertrekken omdat je de workshop nu niet meer aankunt.
- De leraar wijst op twee spelfouten in het verslag en de student smijt hevig teleurgesteld het hele verslag in de prullenbak, denkend dat het hele verslag waardeloos is.
- Paul ziet iemand in een lange jas en denkt dat hij bespied wordt door een detective. Paul ziet niet dat de man in de lange jas de hond uitlaat.

## Cognitieve Therapie
Er is een lijst met denkfouten ontwikkeld door Aaron Temkin Beck in de jaren zestig van de 20e eeuw, waarbij hij in eerste instantie de focus legt op depressie. Hij stelde dat denkfouten depressie veroorzaakten of in stand hielden. De Cognitieve Therapie (CT) tracht vervormde en onrealistische denkwijzen te identificeren en te veranderen en derhalve emotie en gedrag te beïnvloeden. Inmiddels wordt de CT effectief toegepast bij meer psychologische aandoeningen zoals: verslavingen, eetstoornissen, fobieën, angststoornissen en paniekstoornissen.